# Brown Eyed Girl (chanson)
Pour les articles homonymes, voir Brown Eyed Girl.
Singles de Van Morrison
Ro Ro Rosey
(1967)
Clip vidéo
[vidéo] « Brown Eyed Girl (audio) », sur YouTube
Brown Eyed Girl est une chanson de l'auteur-compositeur-interprète nord-irlandais Van Morrison sortie en 1967. Elle est parue en single et ensuite sur le premier album solo de Van Morrison, Blowin' Your Mind!, sorti en septembre de cette même année.
La chanson fut un tube pendant « l'été de l'amour » (l'été de 1967). Sur le Hot 100 du magazine américain Billboard, elle a culminé à la 10e place pour la semaine du 30 septembre 1967.

## Accolades
Le single original américain de Van Morrison, publié sur le label Bang Records en 1967, fut inscrit au Grammy Hall of Fame en 2007.
La chanson fut aussi incluse dans la sélection des « 500 chansons qui ont façonné le rock 'n' roll  » (500 Songs that Shaped Rock and Roll) du Rock and Roll Hall of Fame.
La chanson est classée à la 110e place sur la liste des « 500 plus grandes chansons de tous les temps » selon le magazine musical Rolling Stone.

## Personnel
- Van Morrison – chant, chœurs
- Eric Gale - guitare solo
- Hugh McCracken - guitare rhythmique
- Al Gorgoni - guitare acoustique
- Russ Savakus – basse
- Garry Sherman - orgue
- Gary Chester – batterie
- The Sweet Inspirations – chœurs
  - Cissy Houston
  - Sylvia Shemwell
  - Estelle Brown
  - Myrna Smith

## Utilisation au cinéma
Cette chanson est utilisée dans le film Perfect Days de Wim Wenders (2023). 